# Аль-Хальбуси, Мухаммед
Аль-Хальбуси, Мухаммед (араб. محمد الحلبوسي‎; род. 4 января 1981) — иракский политик, спикер Совета представителей Ирака с 15 сентября 2018 по ноябрь 2023 года. С 2019 года — основатель и лидер иракской Партии прогресса (en).

## Биография
В 2006 году получил диплом магистра инженерии, окончив Университет аль-Мустансирия (en) в Багдаде.
С 2014 года — член Совета представителей Ирака.
С октября 2017 года по 2018 год — губернатор провинции Анбар.
В сентябре 2018 года избран главой Совета представителей Ирака четвёртого созыва, после того как за его кандидатуру проголосовало 169 членов парламента против 89, поддержавших бывшего министра обороны Халеда аль-Убейди (en).